# Islaz (gmina)
Islaz – gmina w Rumunii, w okręgu Teleorman. Obejmuje miejscowości Islaz i Moldoveni. W 2011 roku liczyła 5339 mieszkańców. 